# ピーチズ・エン・レガリア
「ピーチズ・エン・レガリア」（Peaches en Regalia）は、フランク・ザッパが1969年に発表したインストゥルメンタル。アルバム『ホット・ラッツ』収録曲。コンサートでの定番曲の一つであり、数多くのライブ・アルバムに収録されている。

## 概要
1969年7月18日から8月30日にかけて、フランク・ザッパは個人名義のアルバムの制作のため、ロサンゼルスのTTGスタジオとサンセット・スタジオ、カリフォルニア州グレンデールのホイットニー・スタジオでレコーディングを行った。「ピーチズ・エン・レガリア」のレコーディングはそのうち7月28日と8月26日に行われた。
同年10月10日発売のアルバム『ホット・ラッツ』の1曲目に収録された。アルバムは英国のアルバムチャート9位を記録する大ヒットとなった。
タートルズのハワード・カイランとマーク・ボルマンをリード・ボーカルに迎えたザ・マザーズのライブ・アルバム『Fillmore East – June 1971』（1971年8月発売）にライブ・バージョンが収録された。以後、多数のライブ・アルバムで披露されている。
2008年、ザッパの長男のドゥイージル・ザッパを中心とするトリビュート・プロジェクト「ザッパ・プレイズ・ザッパ」はライブ・アルバム『Zappa Plays Zappa』を発表。同アルバムに収録された「ピーチズ・エン・レガリア」は、翌2009年2月開催の第51回グラミー賞で最優秀ロック・インストゥルメンタル・パフォーマンス賞を受賞した。

## 演奏者
- フランク・ザッパ - オクターブ・ベース、ギター、パーカッション
- イアン・アンダーウッド - キーボード、フルート、サキソフォン、クラリネット
- シュギー・オーティス - ベース
- ロン・セリコ - ドラムス